# Cañete de las Torres
Cañete de las Torres è un comune spagnolo di 3 274 abitanti situato nella comunità autonoma dell'Andalusia.